# Szondatáplálás

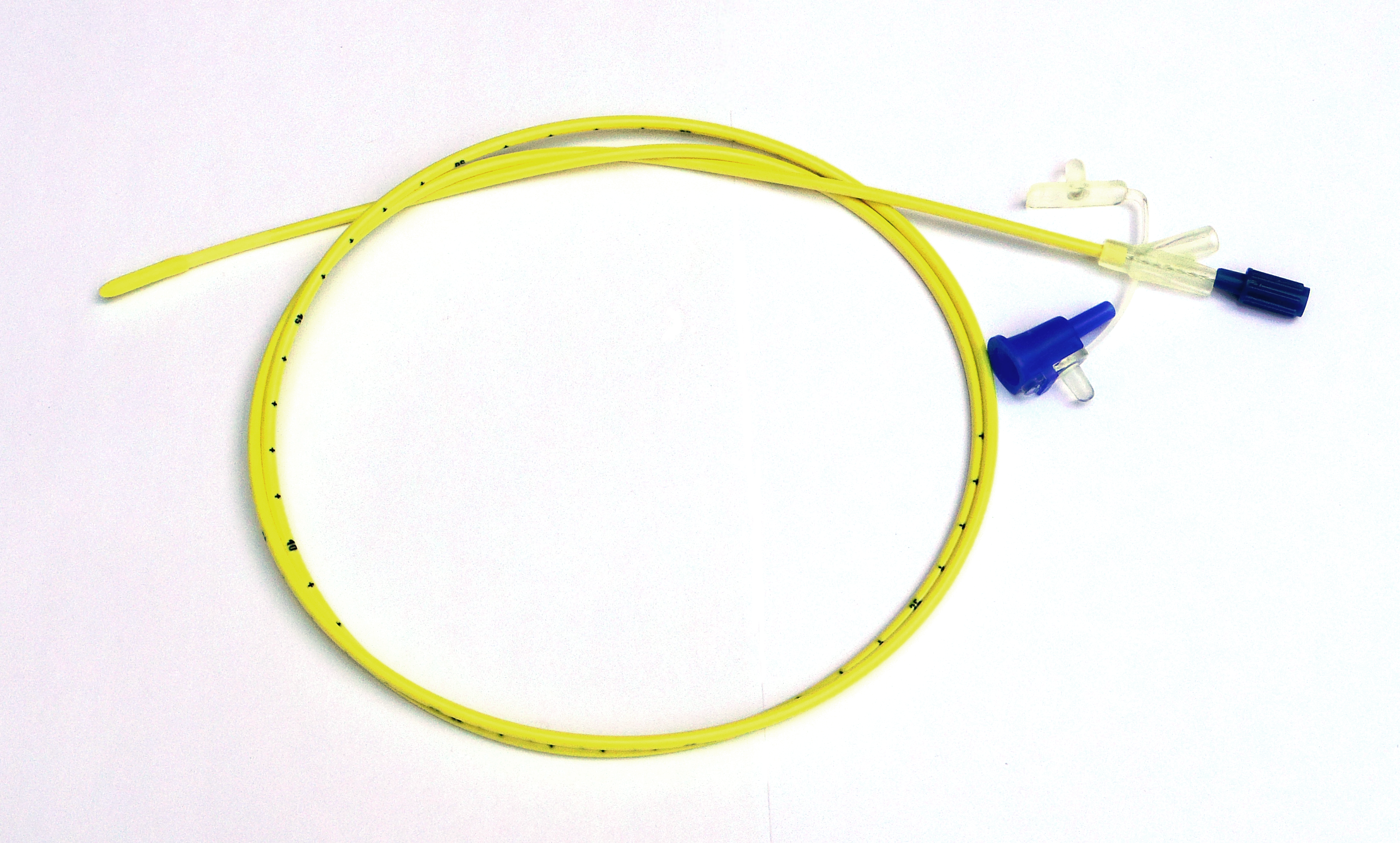
A szonda, amivel a táplálás történik

Betegségek, sérülések, vagy műtétek utáni állapotban bárkivel előfordulhat, hogy hagyományos módon nem tud elegendő mennyiségű és/vagy minőségű táplálékot magához venni. Ilyen esetben, működő emésztőrendszer esetén az ideális megoldást a szondatáplálás jelenti, amely során a megfelelő mennyiségű és minőségű táplálékot egy orvosi eszköz (szonda) segítségével az orron vagy a szájon keresztül juttatnak be az emésztőrendszerbe (a gyomorba vagy a bélrendszerbe). Így a természeteshez közel álló módon biztosítható a megfelelő energia-, vitamin- és ásványianyag-bevitel a beteg számára, ami gyógyulásának egyik fő feltétele.
Szondatáplálás mellett nem kizárt a szájon keresztüli hagyományos táplálkozás; a két táplálási mód adott esetekben kiegészítheti egymást.
Az esetek nagy részében szondatáplálására csak átmenetileg van szükség, az állapot javulásával a szonda eltávolítható, és a beteg teljes mértékben visszatérhet a hagyományos étkezési módhoz.

## Lelki oldal
A szondán keresztül táplált betegeket félelem, szorongás, elkeseredettség és a kiszolgáltatottság érzése töltheti el, amelyek feldolgozása sokszor hosszú folyamat. A Magyar Mesterségesen Táplált Betegek Szövetsége honlapján olvashatunk betegtörténeteket és szakemberek által megfogalmazott tapasztalatokat is, amelyek segítséget jelenthetnek mások számára a szondatáplálás elfogadásában.

## Segítségnyújtás az otthoni szondatáplálásban
Az otthoni szondatáplálás lehetővé teszi, hogy a betegek kórházi tartózkodása rövidebb legyen. Ehhez elengedhetetlen a beteg és családja számára konkrét segítség nyújtása akár a megváltozott élethelyzet elfogadásában, akár a szondatáplálás gyakorlati kérdéseiben.
Ha a beteg kezelőorvosa azt indokoltnak tartja, a területileg illetékes OEP által finanszírozott Otthonápoló Szolgálat látja el ezeket a feladatokat.
Kimondottan szondatáplált betegek segítésére jött létre a Nutricia Otthonápoló Szolgálat, amely az ország bármely pontján, a kapcsolatfelvételt követő 48 órán belül keresi fel a beteget, hogy segítséget nyújtson a szondatápláláshoz kapcsolódó ápolási tevékenységben, mint pl. tápláltsági állapot felmérése, szonda-, PEG gondozás, szonda cseréje, eltávolítása, táplálkozási tanácsadás stb. Feladatkörébe az egyéb ápolási tevékenységek nem tartoznak, a látogatások térítésmentesek.